# Ебелебен
Ебелебен (на немски: Ebeleben) е град в Северна Тюрингия, Германия, с 2809 жители (към 31 декември 2015).
През града тече река Хелбе. За пръв път е споменат в документ през 1198 г.